# طريق صلاح الدين

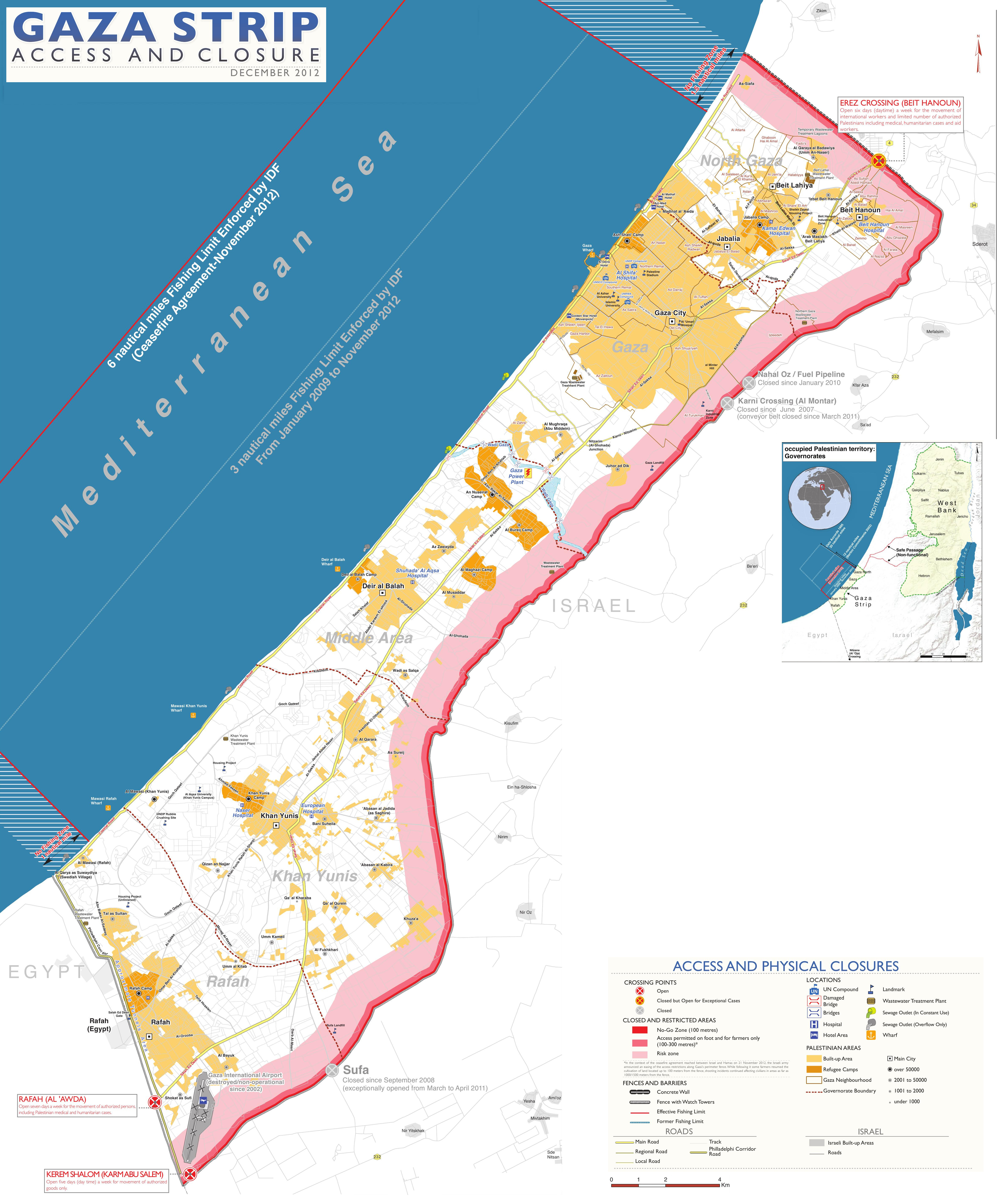
خريطة طريق صلاح الدين في قطاع غزة

طريق صلاح الدين هو الطريق السريع الرئيسيّ في قطاع غزة، إذ يبلغ طوله 45 كيلومتراً ويمتدّ على طول القطاع ابتداءً من معبر رفح في الجنوب وحتى معبر إيرز في الشمال. سمّي طريق صلاح الدين بهذا الاسم تيمّناً بالقائد المُسلم الشهير صلاح الدين الأيوبي.
يُعدُّ طريق صلاح الدين واحداً من أقدم طرق العالم، فقد مرّت عليه جيوش مصر القديمة، والإسكندر الأكبر، والصليبيون، ونابليون بونابارت في مُحاولاتهم للاستيلاء على بلاد الشام.

## تاريخ
يعد طريق صلاح الدين من أقدم الطرق في العالم. سافرت جيوش مصر القديمة والإسكندر الأكبر والصليبيون الأوائل ونابليون على طول الطريق في محاولاتهم لغزو بلاد الشام. خلال فترة حكم الإمبراطورية العثمانية على الأقل والتي بدأت في أوائل القرن السادس عشر، امتد الطريق من العريش في سيناء في الجنوب إلى تركيا الحديثة في الشمال. لمدة قرون كان يُعرف باسم "طريق الفلسطينيين " ويربط مصر بلبنان وسوريا وتركيا وما وراءها في الوقت الحاضر. بعد السيطرة على فلسطين في أعقاب الحرب العالمية الأولى ، قام البريطانيون ببناء خط سكة حديد يمتد بالتوازي مع طريق صلاح الدين من أجل توفير الإمدادات ونقل الأسلحة بكفاءة.
وفقًا للمؤرخ جيرالد بوت، فإن "محور الحياة" في مدينة غزة كان مرتبطًا بشكل مباشر بالطريق الذي "أعطى المدينة سبب وجودها ". ومع ذلك، منذ تأسيس إسرائيل عام 1948 والصراع العربي الإسرائيلي المستمر، تضاءل دورها السابق كحلقة وصل رئيسية بين مصر وسوريا.
خلال احتلال إسرائيل لقطاع غزة بين عامي 1967 و2005، تم إغلاق أجزاء كبيرة من طريق صلاح الدين أمام حركة المرور الفلسطينية وتم تصنيفها كجزء من الطريق السريع الإسرائيلي رقم 4 ، وكان هناك 12 نقطة تفتيش يدافع عنها الجيش الإسرائيلي. خلال الانتفاضة الثانية، تم إغلاق الطريق أيضًا أمام حركة المرور الإسرائيلية، باستثناء أجزاء صغيرة منه. ومنذ أن تولت حماس السيطرة على المنطقة بعد معركة غزة مع فتح عام 2007، أصبحت تسيطر على نقاط التفتيش هذه.
وقد قامت حكومة حماس منذ ذلك الحين بتوسيع وتحسين الطريق بفضل الأموال القادمة من عائدات صناعة الأنفاق. في عام 2010، كتبت صحيفة ذا ناشيونال عن طريق صلاح الدين: "الآن، يمتد المزارعون الكادحون والميكانيكيون الماهرون ومجموعة من الشركات التجارية الملونة على طول طريق صلاح الدين، من وسط غزة إلى جنوبها. تتنقل الجمال بلا هدف بين حاراتها، ويحفر العمال الحصى على حوافها، وتتحرك الشاحنات المترنحة التي تنطلق أبواقها ذهابًا وإيابًا على الطريق لنقل البضائع المهربة والمساعدات الإنسانية إلى 1.5 مليون شخص في غزة".
خلال حرب غزة ، تم تحديد طريق صلاح الدين من قبل قوات الاحتلال الإسرائيلية كممر لإخلاء المدنيين من مدينة غزة. وعلى الرغم من تصنيفه كطريق للعبور الآمن، إلا أن الطريق أصبح "طريق الموت" بحسب شهود عيان. قصفت قافلة من المدنيين الفارين من الجانب الشمالي لقطاع غزة على طريق صلاح الدين في 13 أكتوبر 2023. اعتبارًا من 10 مايو 2024، استولى جيش الاحتلال الإسرائيلي على جزء من الطريق خلال هجومه على رفح.